# Sokół (skała)
Sokół – skała w orograficznie prawych zboczach  Doliny Dłubni na Wyżynie Olkuskiej będącej częścią Wyżyny Krakowsko-Częstochowskiej. Znajduje się we wsi Imbramowice w województwie małopolskim, w powiecie olkuskim, w gminie Trzyciąż.
Sokół znajduje się w górnej części stromych ścian wąwozu Dłubni wśród gęstych i kolczastych zarośli. Zbudowany jest z twardych wapieni skalistych. Ma wysokość 16 m, ściany połogie lub pionowe. Jest też jeden projekt. Drogi te poprowadzono w latach 10. XX wieku i mają zamontowane punkty asekuracyjne w postaci ringów i stanowisk zjazdowych. Skała znajduje się na terenie prywatnym i nie udało się uregulować kwestii dostępu do niej. Obowiązuje zakaz wspinaczki.
W pobliżu skały Sokół znajdują się jeszcze dwie inne skały wspinaczkowe: Mały Chiński Mur i Durszlak. Wszystkie te 3 skały na razie są dla wspinaczy niedostępne.